# Paul James (Schauspieler)

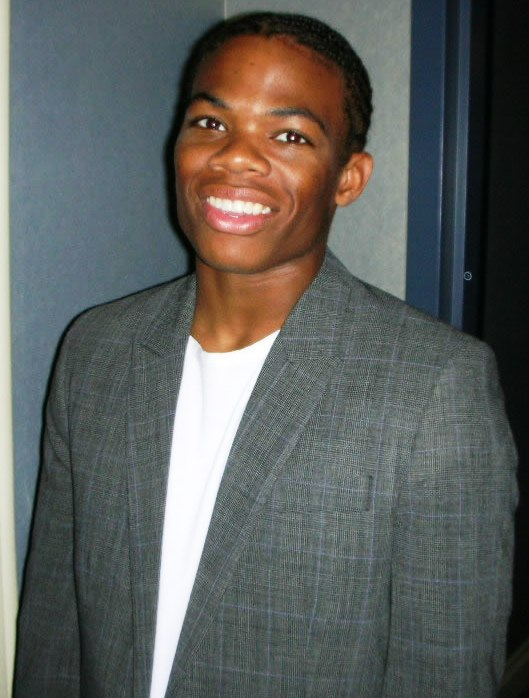
Paul James (2006)

Paul James (* in Washington, D.C.) ist ein US-amerikanischer Schauspieler.

## Leben
Nach seinem Abschluss an der Quince Orchard High School in Gaithersburg, Maryland studierte Paul James an der Syracuse University Theater. Das Studium beendete er 2003 mit einem Bachelor. Zu seinen ersten Rollen zählen ein Gastauftritt in der Krimiserie Cold Case – Kein Opfer ist je vergessen sowie eine Rolle als Lewis im Film Cry_Wolf. 2006 folgte die Rolle des Shwan in dem Film The Architect. Zwischen 2007 und 2008 absolvierte er weitere Gastauftritte in Krimiserien wie Without a Trace – Spurlos verschwunden und CSI: Miami. Daneben erhielt er 2007 die Hauptrolle des Calvin Owens, einem homosexuellen Studenten, in der US-amerikanischen Jugendserie Greek. In dieser Rolle war er bis zum Ende der Serie vier Jahre später in allen Episoden zu sehen. Während dieser Zeit hatte er Rollen in Navy CIS: L.A., Bones – Die Knochenjägerin und Lie to Me. 2011 war er als Noah Vickers in der vierten Staffel der britischen Science-Fiction-Serie Torchwood zu sehen.

## Filmografie (Auswahl)
- 2004: The Deerings (Fernsehfilm)
- 2005: Cold Case – Kein Opfer ist je vergessen (Cold Case, Fernsehserie, Episode 2x19)
- 2005: Cry_Wolf
- 2006: The Architect
- 2007: Without a Trace – Spurlos verschwunden (Without a Trace, Fernsehserie, Episode 6x07)
- 2007–2011: Greek (Fernsehserie, 74 Episoden)
- 2008: Der Feind in dir (Spinning Into Butter)
- 2008: CSI: Miami (Fernsehserie, Episode 6x15)
- 2010: Navy CIS: L.A. (NCIS: Los Angeles, Fernsehserie, Episode 1x18)
- 2010: Bones – Die Knochenjägerin (Bones, Fernsehserie, Episode 6x06)
- 2011: Lie to Me (Fernsehserie, Episode 3x13)
- 2011: Torchwood (Fernsehserie, 5 Episoden)
- 2013: Crawlspace
- 2014–2017: The Last Ship (Fernsehserie)
- 2016–2017: The Path (Fernsehserie)
- 2019: The Hot Zone (Miniserie)